# Turtle (Wisconsin)
Turtle es un pueblo ubicado en el condado de Rock en el estado estadounidense de Wisconsin. En el Censo de 2010 tenía una población de 2388 habitantes y una densidad poblacional de 32,45 personas por km².

## Geografía
Turtle se encuentra ubicado en las coordenadas 42°32′33″N 88°56′44″O / 42.54250, -88.94556. Según la Oficina del Censo de los Estados Unidos, Turtle tiene una superficie total de 73.58 km², de la cual 73.26 km² corresponden a tierra firme y (0.44%) 0.32 km² es agua.

## Demografía
Según el censo de 2010, había 2388 personas residiendo en Turtle. La densidad de población era de 32,45 hab./km². De los 2388 habitantes, Turtle estaba compuesto por el 94.05% blancos, el 2.64% eran afroamericanos, el 0.13% eran amerindios, el 0.59% eran asiáticos, el 0% eran isleños del Pacífico, el 1.3% eran de otras razas y el 1.3% pertenecían a dos o más razas. Del total de la población el 2.22% eran hispanos o latinos de cualquier raza.